# Angela Basarocco
Angela Basarocco, suor Cecilia (Racalmuto, 15 novembre 1914 – Niscemi, 20 ottobre 1986), è stata una religiosa italiana.

## Biografia
Conosciuta come l'Angelo bianco o l'eroina di Niscemi, Angela Basarocco nacque a Racalmuto nel 1914 e il 20 marzo 1935 entrò nell'ordine delle Suore della Sacra Famiglia di Spoleto col nome di suor Cecilia.
Nello stesso anno, iniziò a lavorare presso l'ospedale civile di Niscemi, sotto la guida di padre Pietro Barilli, dedicandosi alla cura degli ammalati.
La sua figura è passata alla storia per un gesto eroico compiuto tra l'11 e il 12 luglio 1943, durante lo sbarco in Sicilia degli alleati. In quei momenti concitati, la giovane suora era l'unica presenza rimasta in ospedale per assistere i soldati italiani, cui si aggiunsero anche 12 soldati tedeschi. All'arrivo delle truppe statunitensi, i militari tedeschi furono individuati e condannati subito a morte, con l'accusa di spionaggio, e nonostante l'appello di suor Cecilia alla solidarietà, vennero preparati per la fucilazione. Fu allora che la suora si pose tra il plotone di esecuzione e i condannati urlando: "'Sparate, sparate anche su di me, Iddio vi perdoni'". L'esecuzione fu fermata e i prigionieri tedeschi furono spediti a Caltagirone.
Suor Cecilia continuò a lavorare presso lo stesso ospedale per quasi cinquant'anni, fino alla morte avvenuta il 20 ottobre 1986.

## Riconoscimenti
Nel 1974, a trent'anni dallo sbarco americano in Sicilia,  il comune di Gela ha consegnato a suor Cecilia una medaglia d'oro al valore civile per il suo gesto.
Nel 1994 le fu intitolato l'ospedale di Niscemi; nel 2013 il suo nome è stato dato a una via di Racalmuto.